# Heteromys gaumeri
Heteromys gaumeri es una especie de roedor de la familia Heteromyidae, nativa de la península de Yucatán en México y América Central.

## Distribución
Su área de distribución incluye México, Belice, y Guatemala.